# الدين في الدنمارك
المسيحية هي أكبر ديانة في مملكة الدنمارك، متمثلة بالمذهب الوثري حيث تبلغ نسبة أعضاء كنيسة الدنمارك %74.7 من مجموع السكان وذلك خلال عام 2019، وتعتبر كنيسة وطنية ودين الدولة.
وحسب مسح اجرتة يوروباروميتر عام 2018 صرح %62.9 من الذين شملهم مسح أنهم لوثريون، و%1.7 أنهم ارثوذكس، و%8.4 يتبعون طوائف مسيحية أخرى، بينما تشكل نسبة لادينية %23.1، ديانة الثانية في الدنمارك هي الإسلام وتشكل نسبة %0.8، ونسبة %3.3 يتبعون ديانات أخرى.
الدنمارك دولة غير علمانية إلا إن التدين قليل تبلغ نسبتة %18، وفي عام 2010 أجرى يوروباروميتر مسح عن نسب الإيمان وكانت نتائج كـتالي: %75 نؤمن بوجود الله أو روح أو قوة الحياة، و%24 لا نؤمن بوجود الله أو روح خارقة أو قوة الحياة.

## التدين
وفقًا لاستطلاع يوروباروميتر الذي أجري في عام 2010، أجاب 28% من المواطنين الدنماركيين بأنهم «يعتقدون أن هناك إلهًا»، وردّ 47% آخرون بأنهم «يعتقدون أن هناك نوعًا من الروح أو قوة الحياة» و 24% أجابوا بأنهم «لا يعتقدون أن هناك أي نوع من الروح أو الله أو قوة الحياة». وجد استطلاع آخر، تم إجراؤه في عام 2008، أن 25% من الدنماركيين يعتقدون أن يسوع هو ابن الله، و 18% يعتقدون أنه رسول الله ومنقذ العالم لكن ليس ابن الله، وقد وجد تقرير جالوب في عام 2009 أن 19% فقط من الدنماركيين يعتبرون الدين جزءًا مهمًا من حياتهم.
يُعتبر أقل من 20% من السكان الدنماركيين ملحدين.

## المسيحية
تُعتبر المسيحية هي الديانة السائدة في الدنمارك إذ يقدر أن ثلاثة أرباع السكان الدنماركيين من أتباع «كنسية الدنمارك» (كنيسة الشعب)، الكنيسة اللوثرية الوطنية في الدنمارك. بصرف النظر عن اللوثرية، هناك أقلية كاثوليكية صغيرة، بالإضافة إلى طوائف بروتستانتية صغيرة مثل الاتحاد المعمداني في الدنمارك والسينودس الإصلاحي في الدنمارك.
وفقًا للإحصاءات الرسمية الصادرة في يناير عام 2019، فإن 74.7% من سكان الدنمارك هم أعضاء في الكنيسة الإنجيلية اللوثرية في الدنمارك (Den danske folkekirke)، وهي كنيسة الدولة في البلاد منذ الإصلاح البروتستانتي في الدنمارك والنرويج وهولشتاين، وسُميت «كنيسة الشعب الدنماركي» بعد إقرار دستور الدنمارك عام 1848.
ثمّة حوالي 8000 مسيحي تحولوا من خلفية مسلمة في البلاد، معظمهم ينتمون إلى شكل من أشكال البروتستانتية.

## السياسة والحكومة
من النادر استخدام السياسيين في الدنمارك بشكل عام أي خطاب ديني أو حجج في إعلاناتهم، وهذا هو الحال بشكل خاص بالنسبة لوزراء الحكومة، مع استثناء عرضي ممكن لوزير الشؤون الكنسية في سياق مهامه. عرّف أربعة من رؤساء وزراء الدنمارك أنفسهم بأنهم ملحدون.
يُعتبر الديموقراطيون المسيحيون هم الحزب السياسي الرئيسي الوحيد الذي يستخدم بانتظام الخطابات والحجج الدينية، ولم يتم تمثيلهم في الكنيسة منذ عام 2001 إذ لم يتمكنوا من الحصول على الحد الأدنى التي تبلغ نسبته 2% من الأصوات اللازمة لتأمين التمثيل.

### الدستور الدنماركي
يتضمن دستور الدنمارك على عدد من الأقسام المتعلقة بالدين:
- المادة 4: تُعتبر الكنيسة الإنجيلية اللوثرية في الدنمارك كنيسة الدولة ككل.
- المادة 6: يتطلب من العاهل الدنماركي أن يكون عضوًا في ملكية الدنمارك.
- المادة 67: حرية العبادة.
- المادة 68: لا أحد مطالب بأن يسهم شخصيًا في أي شكل من أشكال الدين غير دينه. نظرًا لأن الإعانات الحكومية لا تعتبر مساهمات شخصية، فإن كنيسة الدنمارك تتلقى إعانات - وفقًا للمادة 4 - بخلاف ضريبة الكنيسة التي يدفعها أعضاء الكنيسة. كنيسة الدنمارك هي المجموعة الدينية الوحيدة التي تتلقى دعمًا ماليًا مباشرًا من الدولة. يمكن أن تتلقى الجماعات الدينية الأخرى دعمًا غير مباشرًا من خلال التخفيضات الضريبية على المساهمات.[11]
- المادة 70: حرية الدين بضمان عدم إمكانية إلغاء الحقوق المدنية والسياسية بسبب العرق أو المعتقدات الدينية. تنص المادة أيضًا على أنه لا يمكن استخدام العِرق والمعتقدات الدينية للإعفاء من الواجبات المدنية.
- المادة 71: تكفل عدم جواز سجن أي شخص بسبب معتقداته الدينية.